# Pieter Quast
Pieter Quast, född 1606 i Amsterdam, död där 1647, var en nederländsk konstnär.
Pieter Quast var verksam i Haag och Amsterdam. Hans motivkrets innefattar främst skildringar av bönder, som uppfattas relativt groteskt, samt genremässiga framställningar av holländska borgare. Quat var en av de få i sin samtid som arbetade med blyerts på pergament.